# Hell Bent for Leather (1960)
Hell Bent for Leather (Brasil: Com o Dedo no Gatilho ) é um filme estadunidense de 1960 do gênero faroeste, dirigido por George Sherman e estrelado por Audie Murphy e Felicia Farr.
O novo hobby de Murphy -- pilotagem de aviões -- foi decisivo para a escolha das locações, algumas delas fotografadas pela primeira vez.
No elenco estão dois grandes nomes dos faroestes B: Bob Steele, que conheceu o auge na década de 1930, e Allan Lane, astro das matinês na década seguinte.

## Sinopse
Acampado no ermo, Clay Santell, um negociante de cavalos, oferece água a um estranho, que em seguida o agride e foge com sua montaria, deixando o rifle. Clay chega a Sutterville e os moradores, ao vê-lo com a arma, confundem-no com Travers, o homem que o atacara e que é um perigoso assassino. O xerife Harry Deckett sabe que Clay não é o bandido, mas leva a farsa avante para se promover perante a população. Clay foge e leva a jovem Janet como refém. Janet acaba convencida da inocência do cowboy e procura ajudá-lo, enquanto o xerife e sua patrulha se aproximam.

## Elenco
| Ator/Atriz        | Personagem           |
| ----------------- | -------------------- |
| Audie Murphy      | Clay Santell         |
| Felicia Farr      | Janet Gifford        |
| Stephen McNally   | Xerife Harry Deckett |
| Robert Middleton  | Ambrose              |
| Rad Fulton        | Moon                 |
| Jan Merlin        | Travers              |
| Herbert Rudley    | Perrick              |
| Malcolm Atterbury | Gamble               |
| Joseph Ruskin     | Shad                 |
| Allan Lane        | Kelsey               |
| John Qualen       | Old Ben              |
| Bob Steele        | Jared                |